# مايك هال
مايك هال (بالإنجليزية: Mike Hall) هو سياسي أمريكي، ولد في 3 نوفمبر 1948 في هنغتينغتون في الولايات المتحدة. حزبياً، نشط في الحزب الجمهوري. وقد انتخب عضو مجلس ولاية فيرجينيا الغربية.